# Вассіан (Змеєв)
Архімандрит Вассіан (ім'я при народженні Микола Валерійович Змеєв , н. 25 березня 1975) — священник Російської православної церкви, архімандрит, раніше представник патріарха Московського і всієї Русі в Білоруському екзархаті.

## Біографія
1998 року закінчив Московську духовну семінарію, в 2002 році закінчив Московську духовну академію зі ступенем кандидата богослов'я, захистивши кандидатську дисертацію на тему: «Святитель Амфілохій Іконійський як церковний письменник і богослов».
2 квітня 1999 року було пострижений в чернецтво з ім'ям Вассіан на честь преподобного Вассіана Пертомінского, Соловецького чудотворця. 22 травня 1999 року був висвячений в сан ієродиякона. 5 грудня 1999 висвячений на ієромонаха.
З 2002 року є викладачем стародавніх мов в МДС. У 2004 нагороджений саном ігумена. З 2004 по 2015 рік — проректор з виховної роботи МДАіС.
2 вересня 2015 року указом Патріарха РПЦ Кирила призначений на посаду представника Патріарха Московського і всієї Русі в Білоруському Екзархаті . В той же день в Мінському єпархіальному управлінні по закінченні засідання Синоду Білоруської православної церкви ігумен Вассіан (Зміїв) був представлений архієреям .
1 лютого 2016 року в кафедральному соборному Храмі Христа Спасителя в Москві Патріархом Кирилом був зведений в сан архімандрита .
7 березня 2018 року рішенням синоду РПЦ Вассіана звільнено з посади представника Патріарха Московського і всієї Русі в Білоруському екзархаті і призначений настоятелем РПЦ в Софії. 8 березня 2018 року указом митрополита Мінського і Заславського Павла Пономарьова звільнений з посади настоятеля храму Покрови Пресвятої Богородиці Мінська.
19 березня 2018 року в приміщенні Софійській митрополії архімандрит Вассіан зустрівся в Софії з Патріархом Неофітом.
28 листопада 2018 року рішенням Ради ІППТ під головуванням Сергія Степашина прийнятий в Імператорське православне палестинське товариство.
У вересні 2023 року Вассіану було заборонено в'їзд до Північної Македонії, також його було депортовано з Болгарії терміном на 5 років і анульовано дозвіл на проживання.